# Londrina (tiểu vùng)
Londrina là một tiểu vùng thuộc bang Paraná, Brasil. Tiều vùng này có diện tích 3501 km², dân số năm 2007 là 638881 người.